# University of Ontario Institute of Technology
Die University of Ontario Institute of Technology (Ontario Tech) ist eine in Oshawa ansässige Universität, die sich ihren Campus mit dem Durham College teilt. Sie wurde 2002 gegründet und nahm ihre ersten Studierenden im Jahr 2003 auf und ist damit eine der jüngsten Universitäten Kanadas. Alle Bachelor-Studenten benötigen ein Thinkpad-Laptop, den sie von der Universität leihen können, als Voraussetzung für die Einschreibung. Somit ist die University of Ontario Institute of Technology Ontario’s einzige Laptop-basierte Universität. Die Fakultät fördert auch die Studierenden, ihre Laptops zu verwenden, um Aufträge abzuschließen, Laboruntersuchungen durchführen und um mit den Dozenten während der Vorlesungen zu interagieren. Die Universität bietet zudem eine Reihe von Stipendienprogrammen im Bereich der Informatik, Technik, Gesundheit und Informationstechnologie an. Der Campus ist etwa 400 Hektar (1,6 km²) groß und befindet sich im nördlichen Teil von Oshawa.

## Fachbereiche
Die Universität verfügt über 7 Fachbereiche:
- Faculty of Business and Information Technology – Wirtschaft und Informationstechnik
- Faculty of Social Sciences and Humanities – Sozialwissenschaften
- Faculty of Energy Systems and Nuclear Science – Fachbereich für Energiesysteme und Nukleartechnik
- Faculty of Education – Fachbereich für Pädagogik
- Faculty of Engineering and Applied Science – Fachbereich für Ingenieurwesen
- Faculty of Health Sciences – Fachbereich Medizin

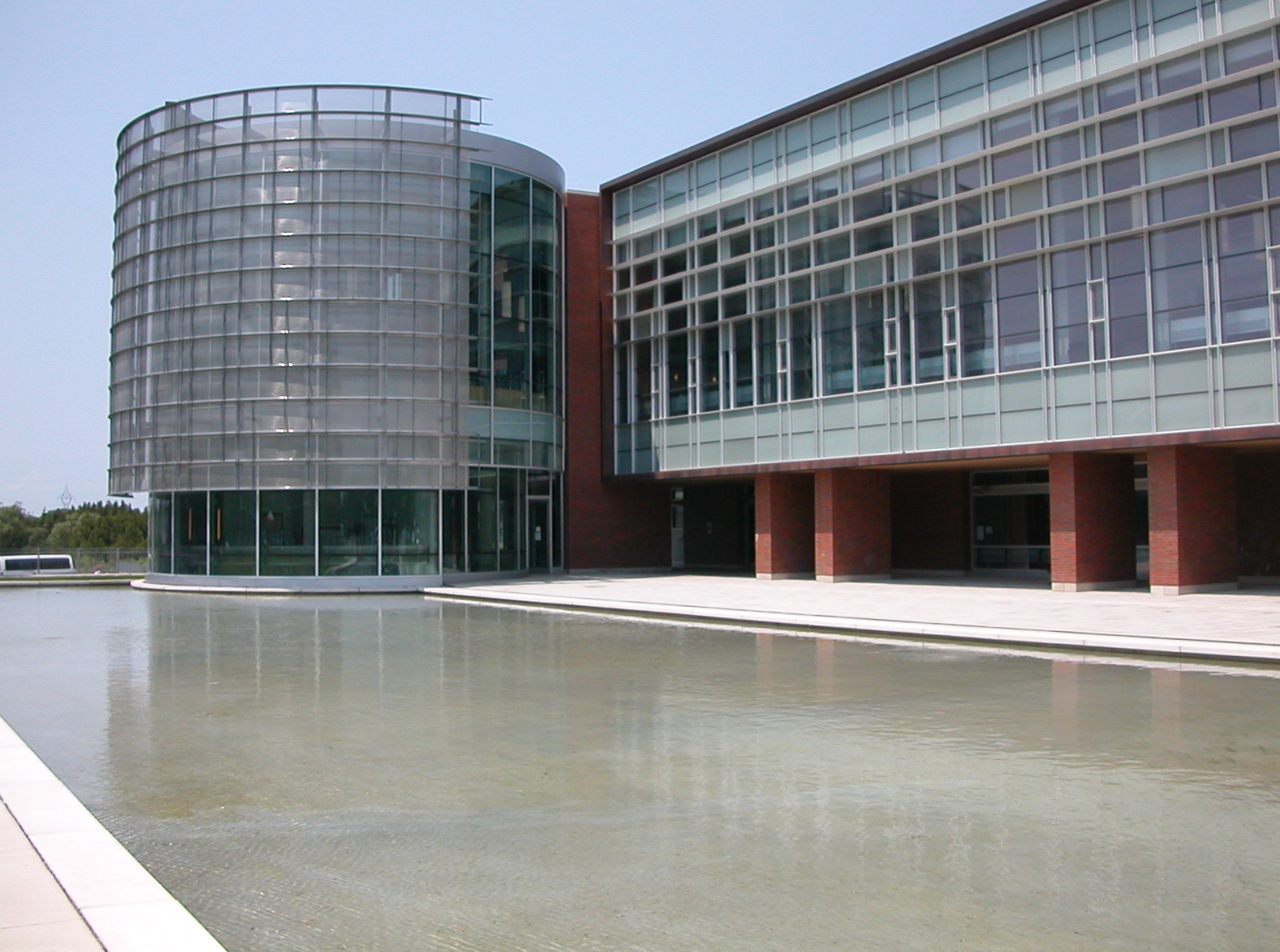
Bibliotheksgebäude

## Campuseinrichtungen
Die Universität verfügt über mehrere moderne Gebäude u. a.:
- Campus Library – Bücherei der Universität die im Jahr 2004 eröffnet wurde
- Business and Information Technology Gebäude im Jahr 2005
- Gordon Wiley Building
- Science Building
- Simcoe Building
- Ontario Power Generation Engineering building 2006
- University Pavilion (UP Building)
- Campus Tennis Centre 2003 – Sport Tennisfeld
- Campus Ice Centre 2005 – Sport Eisbahn
- Campus Athletic Centre -
- Campus Recreation and Wellness Centre 2007 – Erholungszentrum wurde im Jahr 2007 eröffnet
- Polonsky Commons
- General Motors Automotive Centre of Excellence (eröffnet 2011) – General Motors Forschungszentrum
- Energy Systems and Nuclear Science Research Centre (eröffnet 2011) – Forschungszentrum für Energiesysteme und Nuklearsysteme